# Tyler Adams
Tyler Shaan Adams (ur. 14 lutego 1999 w Wappingers Falls) – amerykański piłkarz, występujący na pozycji defensywnego pomocnika, reprezentant Stanów Zjednoczonych, od 2023 roku zawodnik angielskiego Bournemouth. Uczestnik Mistrzostw Świata 2022 oraz Copa América 2024.

## Kariera klubowa
Adams pochodzi z małej miejscowości Wappingers Falls w stanie Nowy Jork. Wychowywał się z ojczymem (nauczycielem w lokalnej szkole), matką oraz dwoma młodszymi braćmi. Uczęszczał do lokalnej Roy C. Ketcham High School, później równolegle do kariery sportowej studiował online psychologię sportową na Southern New Hampshire University. W wieku dziesięciu lat rozpoczął treningi w regionalnym oddziale juniorskim klubu New York Red Bulls, o nazwie Red Bulls Regional Development School w pobliskim Wappinger. Dwa lata później przeniósł się natomiast do głównej akademii młodzieżowej Red Bulls. W marcu 2015 podpisał profesjonalną umowę z nowo powstałymi rezerwami klubu – New York Red Bulls II, zostając pierwszym piłkarzem w ich historii. Przez kolejne dwa lata regularnie występował w barwach rezerw na trzecim poziomie rozgrywek – United Soccer League. W sezonie 2016 wygrał z Red Bulls II rozgrywki USL. Okazyjnie był również włączany do treningów pierwszej drużyny – po raz pierwszy wystąpił w niej mając szesnaście lat, w lipcu 2015 w meczu towarzyskim z Chelsea (4:2), kiedy to strzelił również gola. Przez kilka miesięcy terminował również w akademii amerykańskiej federacji piłkarskiej IMG Soccer Academy w Bradenton na Florydzie.
W listopadzie 2015 Adams podpisał kontrakt z pierwszą drużyną Red Bulls. Został tym samym pierwszym graczem w historii, który przeszedł wszystkie szczeble w klubie, począwszy od regionalnej Development School. W Major League Soccer zadebiutował 13 kwietnia 2016 w przegranym 0:2 spotkaniu z San Jose Earthquakes. Był to jego jedyny występ w sezonie 2016, podczas którego Red Bulls zajęli pierwsze miejsce w konferencji wschodniej. Już w kolejnym sezonie osiemnastolatek został podstawowym zawodnikiem ekipy prowadzonej przez Jessego Marscha. Początkowo był wystawiany na pozycji bocznego obrońcy, będąc wyróżniającym się defensorem w lidze. Później przeniesiono go na jego nominalną pozycję defensywnego pomocnika, gdzie zastąpił w roli lidera środka pola sprzedanego Daxa McCarty’ego, dotychczasowego kapitana zespołu. Mimo młodego wieku imponował ogromnym potencjałem, wizją gry, podaniami, grą w defensywie i wślizgami, lecz również dojrzałością mentalną i nieustępliwością.
W marcu 2017 znalazł się na drugim miejscu (za Abu Danladim) na liście najbardziej utalentowanych młodych graczy w MLS specjalistycznego portalu Top Drawer Soccer. Premierowe gole w najwyższej klasie rozgrywkowej strzelił 27 września 2017 w zremisowanej 3:3 konfrontacji z D.C. United, w tym samym roku dotarł również z Red Bulls do finału pucharu Stanów Zjednoczonych – U.S. Open Cup.

## Kariera reprezentacyjna
Występy w juniorskich reprezentacjach Stanów Zjednoczonych Adams rozpoczął już w wieku trzynastu lat, w prowadzonej przez Hugo Péreza kadrze do lat czternastu. Przez kolejne lata był podstawowym zawodnikiem kadr juniorskich, biorąc udział w wielu turniejach towarzyskich w Europie i Ameryce Północnej. Był uznawany za jednego z najbardziej utalentowanych młodych graczy w Stanach Zjednoczonych. W rankingu potencjału portalu Top Drawer Soccer otrzymał maksymalne pięć gwiazdek, zaś na liście sporządzonej przez podlegającą związkowi piłkarskiemu IMG Academy został trzecim najlepszym piłkarzem w Stanach Zjednoczonych z rocznika 99'.
W lutym 2015 Adams został powołany przez Richiego Williamsa do reprezentacji Stanów Zjednoczonych U-17 na Mistrzostwa Ameryki Północnej U-17. Na honduraskich boiskach rozegrał wszystkie sześć możliwych spotkań (z czego trzy w wyjściowym składzie), zajmując wraz ze swoją kadrą trzecie miejsce w turnieju. Sześć miesięcy później znalazł się w składzie na Mistrzostwa Świata U-17 w Chile, podczas których wystąpił we wszystkich trzech meczach swojej drużyny (w dwóch w pierwszym składzie). Amerykanie zakończyli natomiast swój udział na juniorskim mundialu już w fazie grupowej.
W lutym 2017 Adams znalazł się w ogłoszonym przez Taba Ramosa składzie reprezentacji Stanów Zjednoczonych U-20 na Mistrzostwa Ameryki Północnej U-20. Tam rozegrał cztery z sześciu możliwych meczów (wszystkie w wyjściowym składzie), a Amerykanie wygrali ten kontynentalny turniej rozgrywany w Kostaryce, pokonując w finale w serii rzutów karnych Honduras (0:0, 5:3 k). W maju został powołany na Mistrzostwa Świata U-20 w Korei Płd, gdzie był filarem środka swojego zespołu narodowego. Jako jeden z najmłodszych piłkarzy drużyny, wystąpił wówczas we wszystkich pięciu meczach od pierwszej minuty i doszedł z reprezentacją do ćwierćfinału, ulegając w nim po dogrywce Wenezueli (1:2).
W seniorskiej reprezentacji Stanów Zjednoczonych Adams zadebiutował za kadencji tymczasowego selekcjonera Dave’a Sarachana, 14 listopada 2017 w zremisowanym 1:1 meczu towarzyskim z Portugalią.